# Sydrhodesia
Sydrhodesia var navnet på den britiske koloni der lå nord for Limpopo-floden og Unionen Sydafrika. Siden sin uafhængighed og en afrikansk flertalsregering, er området blevet omdøbt Zimbabwe.
19°01′00″S 30°01′00″Ø / 19.0167°S 30.0167°Ø